# Transformation de Tietze
En théorie des groupes, et notamment en théorie combinatoire des groupes, les transformations de Tietze sont utilisées pour transformer une présentation d'un groupe donnée en une autre, souvent plus simple, du même groupe. Ces transformations portent le nom du mathématicien autrichien Heinrich Tietze qui les a introduites dans un article publié en 1908.

## Principe
Une présentation est définie en termes de générateurs et relations ; formellement, une présentation est un couple formé d'un ensemble dont les éléments sont appelés les générateurs et d'un ensemble de mots du groupe libre sur les générateurs qui sont interprétées comme relations. Les transformations de Tietze sont composées d'étapes élémentaires dont chacune séparément transforme de manière plutôt évidente la présentation en une présentation d'un groupe isomorphe.

## Étapes élémentaires
Une étape élémentaire peut opérer sur les générateurs ou sur les relations. Elles sont de quatre types.

### Ajouter une relation
Une relation qui peut être déduite des relations existantes peut être ajoutée à la présentation sans changer le groupe. Ainsi, soit par exemple {\displaystyle G=\langle x\mid x^{3}=1\rangle } une présentation du groupe cyclique d'ordre 3. Si on multiplie les deux côtés de {\displaystyle x^{3}=1} par {\displaystyle x^{3}}, on obtient {\displaystyle x^{6}=x^{3}(=1)}, on a donc {\displaystyle x^{6}=1} et cette relation peut être ajoutée sans modifier le groupe, ce qui donne la présentation {\displaystyle G=\langle x\mid x^{3}=1,\,x^{6}=1\rangle } du même groupe.

### Supprimer une relation
Si une relation peut être dérivée des autres relations d'une présentation, elle peut être enlevée. Ainsi, on peut enlever la relation {\displaystyle x^{6}=1} de la présentation de {\displaystyle G=\langle x\mid x^{3}=1,\ x^{6}=1\rangle } ; en revanche, si on enlève la relation {\displaystyle x^{3}=1}, on a la présentation {\displaystyle G=\langle x\mid x^{6}=1\rangle } du groupe cyclique d'ordre 6, ce qui ne définit pas le même groupe.

### Ajouter un générateur
Pour une présentation donnée, on peut ajouter un générateur qui s'exprime par un mot en les générateurs originaux. Ainsi, en commençant avec {\displaystyle G=\langle x\mid x^{3}=1\rangle }, et avec {\displaystyle y=x^{2}}, on a une nouvelle présentation {\displaystyle G=\langle x,y\mid x^{3}=1,y=x^{2}\rangle } du même groupe.

### Supprimer un générateur
Si on peut trouver une relation où un des générateurs est un mot en les autres générateurs, alors ce générateur peut être supprimé. Pour cela, on remplace toutes les occurrences du générateur supprimé par son mot équivalent. Ainsi, la présentation du groupe abélien élémentaire d'ordre 4 {\displaystyle G=\langle x,y,z\mid x=yz,y^{2}=1,z^{2}=1,x=x^{-1}\rangle } peut être remplacée par {\displaystyle G=\langle y,z\mid y^{2}=1,z^{2}=1,yz=(yz)^{-1}\rangle } en supprimant {\displaystyle x}.

## Exemple
Soit
{\displaystyle G=\langle x,y\mid x^{3}=1,y^{2}=1,(xy)^{2}=1\rangle }
une présentation du groupe symétrique d'ordre 3. Le générateur {\displaystyle x} correspond à la permutation (1,2,3) et {\displaystyle y} à (2,3). Par les transformations de Tietze, cette présentation peut être convertie en
{\displaystyle G=\langle y,z\mid (zy)^{3}=1,y^{2}=1,z^{2}=1\rangle }
où {\displaystyle z} correspond à (1,2). Voici les étapes de la transformation :
| {\displaystyle G=\langle x,y\mid x^{3}=1,y^{2}=1,(xy)^{2}=1\rangle }              | présentation de départ                                                               |
| {\displaystyle G=\langle x,y,z\mid x^{3}=1,y^{2}=1,(xy)^{2}=1,z=xy\rangle }       | règle 3 : ajout du générateur z                                                      |
| {\displaystyle G=\langle x,y,z\mid x^{3}=1,y^{2}=1,(xy)^{2}=1,x=zy\rangle \quad } | règles 1 et 2 : ajout de {\displaystyle x=zy} et suppression de {\displaystyle z=xy} |
| {\displaystyle G=\langle y,z\mid (zy)^{3}=1,y^{2}=1,z^{2}=1\rangle }              | règle 4 :suppression de {\displaystyle x}                                            |

## Articles liés
- Transformation de Nielsen
- Conjecture d'Andrews-Curtis